# هاري بارتون
هاري بارتون (بالإنجليزية: Harry Barton)‏ هو مهندس معماري أمريكي، ولد في 17 يونيو 1876، وتوفي في 9 مايو 1937.